# Schima remotiserrata
Schima remotiserrata är en tvåhjärtbladig växtart som beskrevs av Ho Tseng Chang. Schima remotiserrata ingår i släktet Schima och familjen Theaceae. Inga underarter finns listade i Catalogue of Life.